# Громадські організації Буковини в другій половині ХІХ - на початку ХХ ст.
Протягом другої половини ХІХ ст. на території Буковини було утворено ряд громадських організацій, діяльність яких мала вагоме значення для суспільного життя краю. Так, у 1901 р. тут було офіційно зареєстровано 821 товариство. Серед них: просвітних – 38, касових і ощадних – 161, фахових – 33, співацьких – 16, добродійних – 37, читальних – 178, музичних – 8, наукових – 18 і т.д.  Щоправда, газета “Буковина” справедливо писала, що значна частина названих товариств існувала лише на папері і тільки ледве половина діяла згідно із затвердженими статутними нормами. Однак це не могло зменшити значення діяльності  активних громадських організацій Буковини [3].

## Культурно-освітні товариства
Визначальною подією в житті українців Чернівців стало заснування першого українського товариства “Руська Бесіда” 1869 р. 14 (26) січня 1869 р., у готелі “Під золотим ягням” відбулися установчі збори, на яких зібралося понад 200 чоловік з усіх куточків Буковини. На них затверджено статут нової організації та обрано її керівництво. Першим головою товариства став В.Продан. З цього часу українство міста мало осередок навколо якого групувалися усі національно свідомі люди.
"Руська Бесіда" спочатку засновувалася як касинове та просвітнє товариство. У першому статуті про її мету писалося: "Беседа руска єсть соєдінєніє для поднесєнія просвєщєнія і товарищеской жизни". Засобами досягнення поставленої мети мало стати заснування бібліотеки, видання корисних творів, газет і журналів, товариське життя. 
У 70-х роках XIX ст. робилися спроби  заснувати міжнаціональні просвітні товариства, які мали б об’єднати  українське та румунське сільське населення краю і стати альтернативою національним об’єднанням. Так, 1877 р. було опубліковано заклик до вступу в  «Общество для распространения общеполезных знаний между народов на Буковине». Організаційний комітет очолив майбутній митрополит Буковини  Сильвестр  Морар-Андрієвич. Навколо нового товариства розгорілася гостра дискусія, зокрема на сторінках газети «Слово».Один з дописувачів засудив таке об’єднання, особливо наголошуючи на тому, що його створює  Морар – Андрієвич з метою румунізації українського населення. Інший зауважував: « Если будут позитиные данные, что румуны хотять, под фирмою общества распространяти свои исключительные тенденции, тогда належить русинамь выступити изь общества, но пока то належить приняти ся за дело и не руководитись пессимистическими воззрениями» [3]. Однак далі слів справа не пішла. Товариство не підтримала українська інтелігенція, а селяни взагалі не хотіли чути про щось подібне.
Дещо краще склалася доля інтернаціонального фахового об’єднання «Буковинське учительське товариство», яке виникло 1872р.  Через рік воно почало видавати «Буковинську педагогічну газету»   українською, німецькою та румунською мовами, а 1882 р.було реорганізоване у «Буковинське крайове учительське товариство». Ця організація займалася культурно просвітницькою, педагогічною, виховною роботою і зуміла об’єднати більшість учителів, заклавши основи тісного співробітництва учителів різних національностей.
Перемігши в «Руській Бесіді», народовці взяли під свій контроль товариство «Народний дім», статут якого був затверджений 22 січня 1884 р.(перший голова Є.Пігуляк). Ідею заснувати український Народний дім вперше висловили на загальних зборах «Руської Бесіди» 12 липня 1875 р. Тоді ж було обрано комітет, до якого ввійшли В.Продан, Д.Вінцковський, О.Левицький, Є.Андрійчук. Комітет звернувся до крайової влади з проханням дозволити збирати кошти на Народний дім. Такий дозвіл було отримано, і комітет опублікував «Заклик», в якому зазначалося: «Українські братя! З дозволу уряду звертаємося до Вас з проханням про добровільні внески для будівництва приміщення Народного дому в Чернівцях… коли кожен з нас дасть трохи , то разом це буде складати багато, бо українців багато і своїми малими вкладами зроблять велике діло, бо справа йде про освіту і про ваше добре ім’я»[1]. Протягом другої половини 80-х років XIX ст. товариство «Народний дім» зміцніло організаційно і матеріально, перетворилося  в одне з найвпливовіших українських об’єднань краю. 1887 р.  для нього придбано будино, до якого 1899р. надбудовано другий поверх. При Народному домі відкрито бурсу для український дітей, а 1898 р. в його приміщенні розташовано також друкарню товариства «Руська Рада»[2].
Під егідою «Руської Бесіди» та «Народного дому» у 80-х роках  XIX ст. виникло ще декілька товариств народовської орієнтації. Прагнучи об’єднати учителів, залучити їх до громадських справ на своєму боці, народовське керівництво  виступило з ідеєю заснування окремого українського педагогічного товариства. Це було особливо важливо тому, що для народовців учителі були ледве не єдиними надійними представниками на селі. Православне духовенство у переважній більшості в той час продовжувало підтримувати москофілів. Пропозицію про створення української учительської організації першим вніс на загальних зборах «Руської Бесіди» в січні 1887 р. О.Попович. Організаційний комітет очолив С.Смаль-Стоцький. За короткий час було  розроблено статут майбутнього  товариства, зареєстрований 25 червня 1887 р. за № 5680. Оргкомітет через газету «Буковина» звернувся до української громадськості краю із закликом: «Дуже поважно було б, щоб всі руські учителі, св’ященники і другі патріоти якнайчисленніше  приступило до сего товариства, щоб воно і числом своїм одразу здобуло собі конечну перевагу»[3]. 18 серпня того ж року в приміщенні «Руської Бесіди» відбулися установчі збори організації українського учительства, які обрали виділ товариства на чолі з С.Смаль-Стоцьким, затвердили назву «Руська школа» і статут, у якому зазначалося: «Товариство ставить собі задачу: а) промишляти над потребами руського народу на полі шкіл народних, середніх і вищих, займатися основуванням і розвоєм руських шкіл і піддержувати всякі справи виховання публічного і домашнього  на основі рідного язика руського; б) подавати членам поміч та моральну, як і матеріальну».
Організувати «Руську школу» вдалося досить швидко. Але після цього справа завмерла. Деякі вчителі, залишаючись під впливом москофілів, вороже ставилися до неї [3].

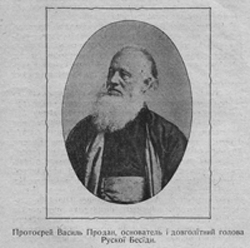
Василій Продан
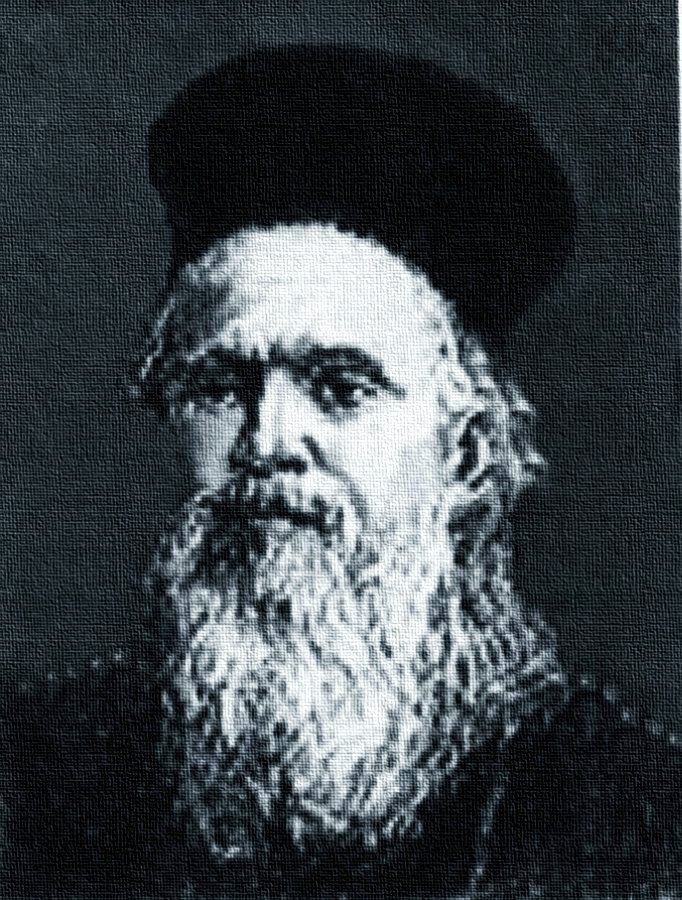
Сильвестр  Морар-Андрієвич
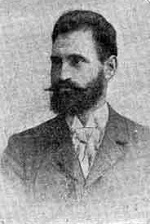
Єротей Пігуляк
Омелян Попович
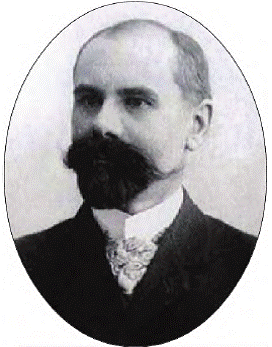
Степан Смаль-Стоцький

## Молодіжні та спортивно-гімнастичні українські товариства
Заснування університету в Чернівцях сприяло активізації на Буковині молодіжного руху. На той час в краї вже існували учнівські об’єднання. Першим з них виникло товариство “Согласіє” [4]. Російський консул повідомляв: “У зв’язку з деякою апатією членів комітету товариства “Руська Бесіда” до освіти народу в російському дусі й у зв’язку з існуванням партій студентів, які сповідують кулішівку, фонетику і Запоріжжя, товариство “Согласіє” заснувалося за моєю порадою, для пробудження старших до правильної діяльності і для протидії пропаганді запорожців, вивчення і поширення російської літературної мови і історії... Д. Кіра-Дінжан явно перебільшував свою роль у створенні товариства. Воно виникло самостійно, деякою мірою навіть стихійно, за ініціативи гімназистів В. Вільчинського та А.Манастирського, які були обурені засиллям румунів та німців у своєму навчальному закладі. Перші збори товариства відбулися 29 жовтня 1870 р. Активними учасниками “Согласія” в перші роки існування, крім названих В.Вільчинського і А.Манастирського, були І.Козаркевич (голова з листопада 1871 р. по квітень 1872 р.), І.Тимінський, Т.Драбик, Є.Козак, І.Семака, Є.Вітошинський (голова в 1872–1873 рр.). Інша річ, що з самого початку існування “Согласіє” установило тісні стосунки з Д.Кіра-Дінжаном. З донесення добре видно, що останній покладав на молодь особливі надії у справі поширення старорусинських ідей і протидії проникненню народовської ідеології. Тому товариство одержувало значну матеріальну допомогу через російського консула. Чимало його членів пізніше відправилися на навчання у Росію і там залишилися назавжди. Діяло воно напівлегально, бо за тодішніми законами гімназисти не мали права засновувати товариства.
О.Попович, який став членом товариства 1874 р., був бібліотекарем, секретарем, а в 1876–1877 рр. – його головою, у своїй автобіографії, писаній 1888 р., згадував, що метою товариства було: “...розбудження руского духа межи молодцю, образования є ї в рускім язиці, товариське життя”. Він зауважував: “Всіх нинішніх (тобто 80-х років XIX ст.) буковинських патріотів-русинів виплекало се товариство” [3]. Справді, через товариство пройшло чимало молодих людей, які пізніше стали лідерами українського руху, причому як старорусинів, так і народовців, хоча саме товариство дотримувалося переважно старорусинського напрямку.
Найбільш активно “Согласіє” діяло в питаннях запровадження освіти українською мовою в гімназії та інших навчальних закладах. Члени “Согласія” – гімназисти, навіть домовилися відповідати релігію запеклому румунізаторові катехитові о. М.Калиновському (згодом - М.Калінеску) виключно українською мовою. Вони роздобули підручники рідною мовою, врешті-решт домоглися окремої православної української катехитури. Досить активно діяло “Согласіє” в галузі культурного життя. При ньому було створено аматорський театр, який швидко набув популярності. О.Попович писав: “Представлення нашого аматорского театру причинялись також немало до виплекання патріотизму у рускої молодіжи. Припоминаю собі живо, як ми любувались і наповались премилим живим руским співом-словом “Наталки-Полтавки”, водевиля “Галя”, комедії “Козак”, “Охотник” і других українських штук”.
Однак “язичіє”, етимологічний правопис, орієнтація на російську культуру не задовольняли багатьох молодих людей. Тому вже 1871 р. виникло ще одне молодіжне товариство, яке одержало назву “Братній союз” [1]. Досить різко на нього накинулося львівське “Слово”, яке писало у листопаді 1872 р.: “Здесь есть одна личность, которая со своим пришествием в Черновцы начала о якихось идеях мечтати, а, не найшовши между старшими опоры в своих мечтаниях, кинулась в молодеж. И в правде удалось ей съ иезуитским поведением несколько учеников до своихъ мечтаний наклонити. И так з часом постало несколько молодых идеалистов, которые подражаючи головы, пропаговали идеи, которые сами не понимали, а только от головы слышали”. Позиція “Слова”, яке будь-якими засобами намагалося не допустити поширення народовських ідей на Буковині, особливо серед молоді, зрозуміла. Особою, на яку так нападало “Слово”, був греко-католицький співробітник і катехит гімназіальний Іван Турчманович, який справді став одним з головних ініціаторів заснування “Братнього союзу”. Як зазначав С. Смаль-Стоцький, товариство відстоювало освіту українською мовою, українську літературу, збирало фольклорний та етнографічний матеріал, а також випустило декілька номерів автографованої газети “Зазуля”. На жаль, жоден примірник цього видання не зберігся. Між обома молодіжними товариствами  гострі суперечки. “Братній союз” проіснував до 1873 р. і припинив діяльність через брак коштів, відсутність підтримки з боку старших товаришів після того, як І. Турчманович покинув Буковину.
Справжній активний молодіжний рух на Буковині починається із заснуванням першого українського легального студентського товариства “Союз” у Чернівецькому університеті. Це було взагалі перше студентське об’єднання, яке виникло у цьому навчальному закладі. Значну допомогу по організації “Союзу” студентам надав Клим Ганкевич [2]. Товариство з перших днів свого існування включилося в активну громадську діяльність, хоча переважали в ньому москвофіли. Спочатку воно тісно співпрацювало з “Руською Бесідою” і навіть розміщалося в її кімнатах. Незабаром відносини між товариствами стали напружені, і “Союз” перейшов у власне приміщення. Студентське товариство регулярно  молодіжні вечірки, приурочені визначним історичним датам, роковинам заснування тощо. З виникненням “Союзу” потреба в окремому товаристві гімназистів відпала, і тому 1877 р. “Согласіє” перестало існувати. Однак потрібно мати на увазі, що “Союз” не об’єднував усіх українських студентів. Частина з них залишалася поза товариством, не поділяючи погляди його членів. Це яскраво проявилося під час відзначення 15 роковин смерті Т.Шевченка. Університетська молодь народовської орієнтації провела вечерок, на якому був відчит про важливість Шевченка в українській літературі, співи й декламації. Товариство “Союз”, кероване москвофілами, відмовилося брати участь у вечерку і на засіданні 19 лютого 1876 р. вирішило, що “до желанія цєлію устроєнія обществомь вечора декламаторского вь честь Шевченка вь ніякій способь прихилитися не можегь” [3]. За це керівництво “Союзу” було піддано гострій критиці з боку прихильників народовства.
Гострих форм набрало розмежування в студентському товаристві “Союз”. 1883-1884 pp. позначилися тут неладами з фінансами, суперечками щодо того, якої орієнтації дотримуватися. Більшість студентства віддала перевагу народовським ідеям, переобрала керівництво “Союзу”. На знак протесту 1885 р. москвофіли, очолювані Є.Козаком, покинули товариство і почали шалену кампанію в галицьких виданнях, прагнучи дискредитувати новий виділ. Народовців вони називали анархістами, нігілістами, соціалістами. Однак “Союз” успішно розвивався. Студенти тісно співпрацювали з “Руською Бесідою” та “Народним домом”. Побачивши, що вихід з товариства нічого не дав, москвофіли вирішили повернутися назад у “Союз”. Їх прийняли з умовою не вести антинародовську пропаганду, брати участь в громадських акціях, організованих виділом. Але Є.Козак та його однодумці досить швидко порушили домовленість. Тоді 24 квітня 1886 р. виділ вирішив сімох активних москвофілів, в тому числі Є.Козака, Т.Коцовського, виключити з товариства. Молодіжна організація позбулася ідейних опонентів і зміцнила свої ряди однодумцями. Було змінено відзнаки товариства (стрічка синьо-жовто-синього кольору), прийнято рішення “всі офіційні листи писати в язиці малоруськім, дотримуючись граматики Осадци”. 4 грудня цього ж року товариство відзначило дванадцяті роковини свого існування урочистими зборами, які були одними з найбільш представницьких за всю історію товариства. “Діло” повідомляло: “Вся черновецька Русь явилася, щоб взяти участь в урочистостях своєї академічної молоді. Межи гостями бачили ми ректора університету д-ра В.Грабера, радника І.Винницького, професорів університету С.Смаль-Стоцького, О.Калужняцького, Ісидора Воробкевича, професорів Єротея і Юстина Пігуляка, Юрія Федьковича, д-ра І.Франка, директора Глинського, п.І.Тимінського та ін.” [3]. Голова “Союзу” Григорій Ганкевич у своєму виступі наголосив, що товариство твердо стоїть на захисті народних інтересів.
Під впливом львівського віча на Буковині сталися важливі зміни в молодіжному русі. В грудні 1900 р. в Чернівцях засновано студентське товариство “Молода Україна”. Воно постало внаслідок гострих ідейних суперечок у студентському товаристві “Союз” [3]. Одна частина членів цієї організації була настроєна радикальніше і орієнтувалася на галицьку “Академічну громаду”, на рішення львівського віча українських студентів, засуджувала надмірне захоплення порядками німецьких буршершафтів (студентських земляцтв). Інша - дотримувалася курсу, виробленого старшими народовцями. На загальних зборах товариства “Союз” 22 листопада 1900 р. 15 студентів, переважно галичан, незгідних з попереднім курсом, вийшли з товариства. Саме вони організували “Молоду Україну”. З нагоди заснування товариства відбувся великий концерт і комерс, в якому взяли участь студенти “Академічної громади” зі Львова. На ньому виступили чернівецькі студенти Олександр Левицький, Модест Левицький, Олександр Кобилянський. Від галицьких радикалів промову тримав В.Старосольський, від академічного товариства “Січ” у Відні – М.Галущинський, від львівського товариства “Основа” – Я.Вінцковський, від українських студентів Кракова – В.Гоморак, від буковинських учителів – М.Гаврищук, від єврейського товариства “Земфіра” – студент М.Штайлер. Головний зміст промов українців зводився до необхідності здобуття політичної незалежності України у майбутньому.
Чернівецький магістрат повідомляв президії крайового управління: “...товариство має на меті здобути політичну незалежність українського народу, воно не визнає територіальних кордонів, які розділяють український народ. Товариство стоїть на всеукраїнському становищі, за яким всі українці від Сяну до Кавказу і від Прип’яті до Чорного моря вважаються єдиним нероздільним народом. Цим самим діяльність товариства буде поширюватися на всіх українців – в Буковині, в Галичині, в Україні і в Угорщині” [3]. Далі зазначалося: “...керівники цього руху вважають, що час для здійснення їхньої політичної програми вже близько... На випадок здійснення цієї всеукраїнської програми, як і при відновленні польського королівства, цілковито змінилася би карта Європи, і це означало б ліквідацію Австрійської монархії”. Звідси робився висновок про протиправність існування “Молодої України”[1].

## Мистецькі товариства
Досить успішно у 80-90 роках XIX ст. розвивалося "Українське драматичне товариство", засноване  у березні 1884 р. на чолі з С.Воробкевичем. В перший рік свого існування воно налічувало 44 члени. Товариство придбало необхідний реквізит, дало 6 театральних вистав, які мали касовий успіх[3]. Плідно з товариством співробітничав  Ю.Федькович, який  подарував йому свою  мелодраму  «Керманич».  Драматичне  товариство організувало кілька громадських акцій, зокрема постановку  вистав на користь українських товариств «Руська Бесіда», «Народний дім», вечорниці на честь украї, які брали  участь у театральних виставах тощо.
Чималих успіхів домоглися українські  мистецькі товариства. На початку XX ст. розквітнув «Буковинський Боян»,  заснований 1899 р. замість «Українського драматичного товариства». Він мав  філії у Заставні, Садгорі, Кіцмані, Вижниці  та інших містах. При «Буковинських Боянах» діяли хори, які регулярно виступали на музичних  святах, вечорах. У  1900 р. виникло  об’єднання «Руський  міщанський хор», яке «плекало   руський спів, інструментальну музику, штуку  драматичну і товариське  життя між  міщанами»[2]. Приблизно  такі ж завдання ставило перед  собою «Товариство для  плекання української музики, співу і драматичної  штуки», яке почало  діяти 1905 р. Воно утримувало музичну школу, в якій навчали грі на фортепіано і  скрипці. Завдяки діяльності цих та деяких
інших у  Чернівцях й  на Буковині в цілому  стали звичайним явищем постановки українських п’єс, концерти, лекції  та теми музичного мистецтва. Великою популярністю  користувалися  музично-літературні  вечори на честь Т.Шевченка, М.Шашкевича, Ю.Федьковича, І.Котляревського  та інших українських письменників[3]. Українські газети з номера  в номер повідомляли про різного роду літературні вечори, недільні концерти, аматорські вистави, відчити, вечірки з танцями, товариські забави, святкові зібрання, якими було багате суспільне життя краю. Діяльність  мистецьких товариств мала не тільки культурне та просвітницьке значення. Кожен концерт, вистава, літературний вечір чи  урочистості до  національних свят  несли в собі виховний заряд, сприяли  формуванню почуття  національної єдності, а в кінцевому  результаті – національної свідомості. Будь-які  успіхи на ниві культурного розвою одночасно ставали вагомими факторами  національного  руху, підпорою для розширення  боротьби за національні права [1].

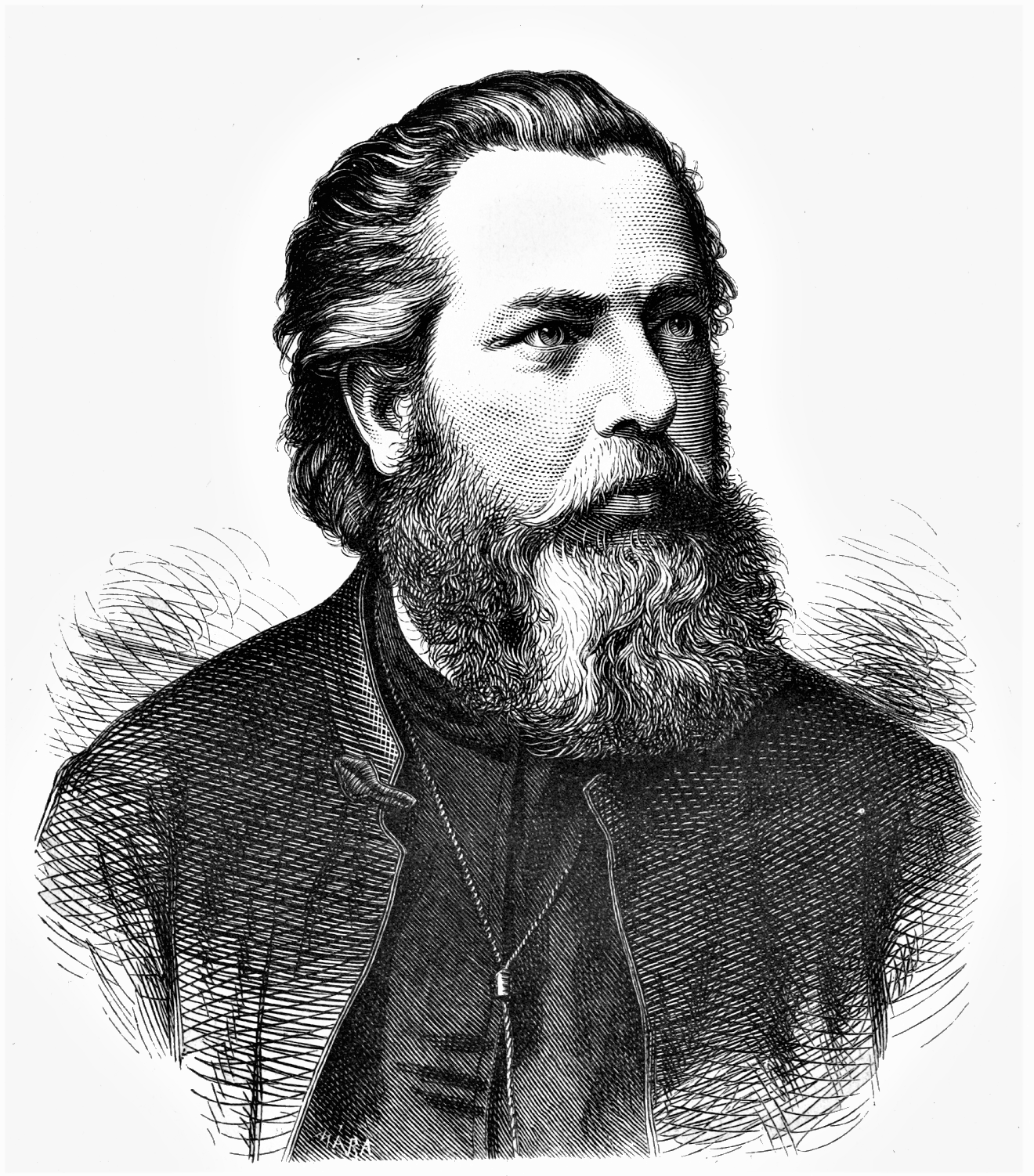
Сидір Воробкевич

## Наукові товариства
12 липня 1902 р. заснувалося об’єднання, яке мало згуртувати  українську  інтелектуальну  еліту, -  «Історичне товариство» . Першим головою  організації став  професор Чернівецького університету В.Мількович. Товариство вважало за необхідне підтримувати  і стимулювати розвиток  історичних, статистичних, етнографічних досліджень, віддаючи пріоритет українському буковинознавству. Уже в 1902-1904 рр.  члени товариства  заслухали реферат  В.Мільковича про заснування  картографії  в історичних дослідженнях, О.Маковея «Науковий рух  в початках в початках  відродження Галицької Руси», Т.Бриндзана « Про гору Атос», П.Куліша «Платон і значення для розвитку  людяності», О.Маковея «Хотинська  війна у слов’янській поєзії»[1].
Історичне товариство виступало одним з ініціаторів руху за збереження архітектурних пам’яток, захисту  їх від так званого  оновлення, яке було досить поширеним  в тодішній Австро – Угорщині. Під маркою  розбудови  старих церков  нищився їх первісний вигляд, гинуло багато цікавих  фресок та інших старожитностей,особливо слов’янського походження [1].

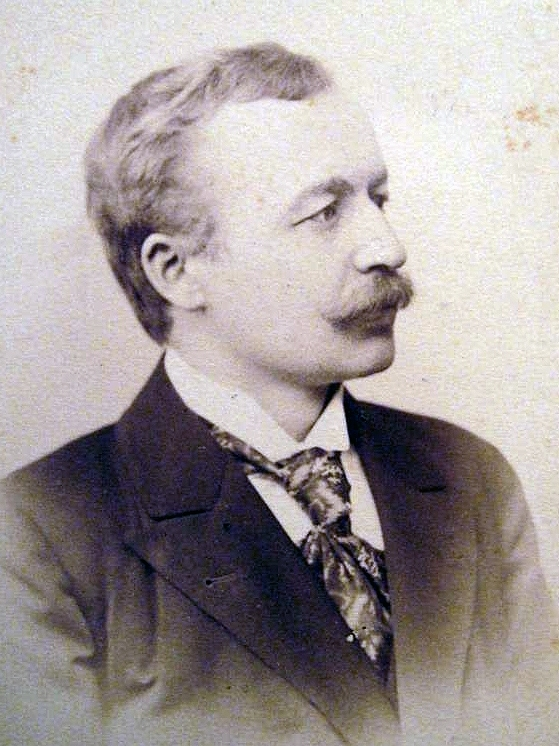
Осип Маковей

## Економічні товариства
Крім читалень робилися спроби заснувати  економічні товариства. 20 вересня 1872 р. громада с. Берегомет Кіцманського повіту влаштувала собі за порадою «Руської Ради» позичкову касу. Ініціаторами цієї акції стали члени виділу громадської ради Дмитро Купчанко, Михайло Визирь, Іван Купчанко. Слідом за Берегометом подібні каси влаштовували у себе селяни громад Реваківці та Вителівки[4]. Однак як тільки «Руська Рада» та «Руська Бесіда» перестали надавати допомогу цим товариствам, вони припинили діяльність [3].

## Релігійні товариства
Новим явищем для Буковини стало Церковне братство ім. Св. Тадея, статут якого як громадського об'єднання був затверджений 1882 р. Власне саме церковне братство, яке об'єднувало чернівецьких греко–католиків, виникло ще 20 січня 1834 р. Однак у 80-ті роки XIX ст. воно вийшло за рамки церковних справ, мало певний вплив на суспільні процеси, наближаючись за змістом діяльності до культурно-просвітницьких товариств. Товариство надавало допомогу своїм членам грошовими позичками, для чого було засновано касу взаємодопомоги, закупило шкільні підручники і забезпечувало ними бідних учнів, організовувало в церкві школу нотного хорального співу тощо. Братство намагалося контролювати діяльність буковинського греко-католицького декана Юліана Сембратовича. На цьому ґрунті виник гострий конфлікт, який тривав до смерті декана у 1884 р. [1].